# 蒙克吕 (上阿尔卑斯省)
蒙克吕（法語：Montclus，法語發音：[mɔ̃kly]）是法国上阿尔卑斯省的一个市镇，属于加普区。该市镇2009年时的人口为57人。

## 人口
蒙克吕人口变化图示
| 数据来源：INSEE |